# 庫爾斯普林斯鎮區 (北卡羅萊納州艾爾代爾縣)
庫爾斯普林斯鎮區（英語：Cool Springs Township）是位於美國北卡羅萊納州艾爾代爾縣的一個鎮區。

## 地方資料
庫爾斯普林斯鎮區的面積為78.99平方千米，皆為陸地。根據2020年美國人口普查的數據，當地共有人口4422人，而人口密度為每平方千米55.98人。